# Компарт (Сондрио)
Компарт је насеље у Италији у округу Сондрио, региону Ломбардија.
Према процени из 2011. у насељу је живело 66 становника. Насеље се налази на надморској висини од 1881 м.